# Berzeviczy János
Berzeviczy János (Berzevice, 1692. január 4. – Kolozsvár, 1750. július 11.) jezsuita rendi tanár.

## Élete
Református szülőktől származott, de rokona, Berzeviczy Henrik sürgetésére szüleivel együtt a katolikus hitre tért át. Tanulmányai befejezése után katonának állt. 1714-ben esküvője napján az egyházi hatóság engedelmével elvált nejétől, a jezsuita rendbe lépett, és Nagyváradon a grammatika osztályt tanította. Több évig volt hittérítő; azután 16 évig hitszónok Magyarországon és Erdélyben. 1735-38 között a rozsnyói, 1743-44 között a székelyudvarhelyi rendház főnöke, 1745-50 között a kolozsvári szeminárium rektora volt.

## Műve
Egy tévelyedett juhocskának mennyei pásztorától kért és nyert vezérlő oktatása. Avagy a Kristus Jézusnak egy üdvössége elnyeréseért szorgalmatoskodó lélekkel való nyájas beszélgetése. Mellyet … több lelkek javára minden igazságot szeretők értelméhez együgyü beszédben szabván, és foglalván, magyar nyelven bocsátott világosságra. Kassa, 1731.